# Trout River (gemeente)
Trout River is een gemeente (town) in de Canadese provincie Newfoundland en Labrador. De gemeente ligt aan de westkust van het eiland Newfoundland, aan de rand van het Nationaal Park Gros Morne.

## Geschiedenis
In 1966 werd het dorp een gemeente met de status van local government community (LGC). In 1980 werden LGC's op basis van The Municipalities Act als bestuursvorm afgeschaft. De gemeente werd daarop automatisch een community om via een algemene wet in 1996 uiteindelijk een town te worden.

## Geografie
Trout River bevindt zich aan de monding van de gelijknamige rivier in Trout River Bay, een inham van de Saint Lawrencebaai aan Newfoundlands westkust. De gemeente grenst in het oosten aan het geologische unieke gebied Tablelands en in het zuiden aan het door bossen omringde meer Trout River Small Pond, allebei onderdelen van het Nationaal Park Gros Morne.
De gemeente is het beginpunt van provinciale route 431, de enige weg die Trout River met de rest van Newfoundland verbindt. Het is een 18 km lange rit doorheen het nationaal park tot in de dichtstbij gelegen andere plaats, namelijk de oostelijker gelegen gemeente Woody Point.
Zowel op als rond het grondgebied bevindt zich een groot netwerk van bewegwijzerde wandelroutes doorheen de natuur.

## Demografie
In de periode 1951–1976 kende Trout River demografisch gezien een stijgende langetermijnstrend. Daarna kende de gemeente tot aan de volkstelling van 1991 demografische stabiliteit met een inwonertotaal schommelend tussen 750 en 800. Sinds de jaren 1990 is de bevolkingsomvang van Trout River echter opnieuw aan het dalen. Tussen 1991 en 2021 daalde de bevolkingsomvang van 763 naar 508, wat neerkomt op een daling van 255 inwoners (-33,4%) in dertig jaar tijd.
- Bron: Statistics Canada (1951–1986[3], 1991–1996[6], 2001–2006[7], 2011–2016[8], 2021[9])

### Taal
In 2016 hadden alle inwoners van Trout River het Engels als moedertaal. Onder hen waren er vijftien inwoners die het Frans machtig waren, ofwel iets minder dan 3% van de bevolking.

## Gezondheidszorg
Gezondheidszorg wordt in de gemeente aangeboden door de Trout River Medical Clinic. Deze lokale zorginstelling valt onder de bevoegdheid van de gezondheidsautoriteit Western Health en biedt de inwoners van Trout River alledaagse eerstelijnszorg aan.

## Galerij

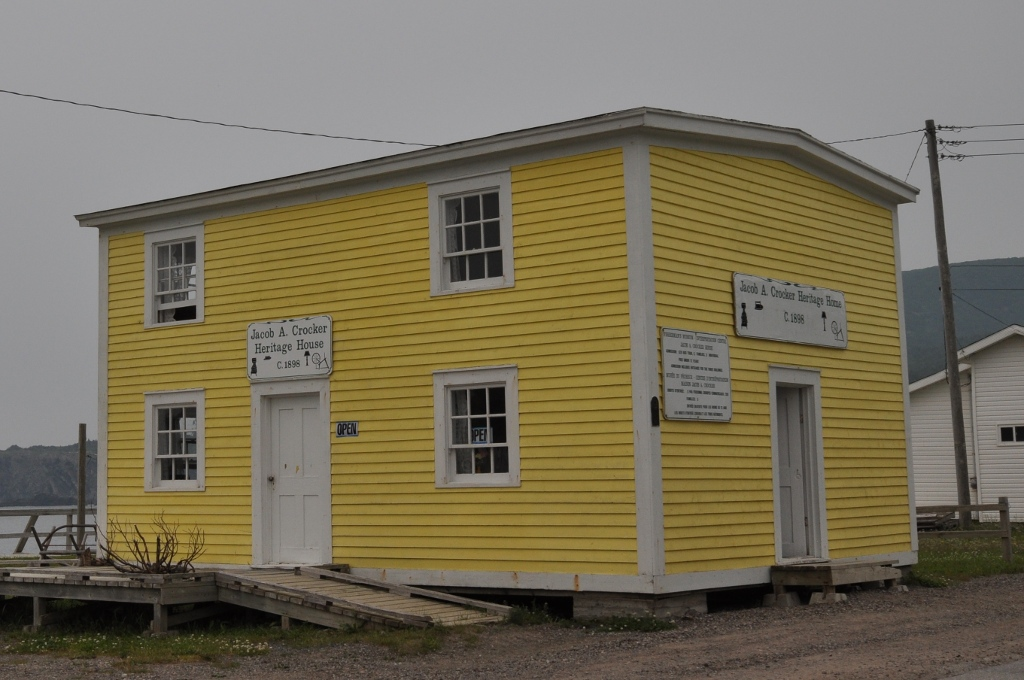
Het historische Jacob A. Crocker House (1898)
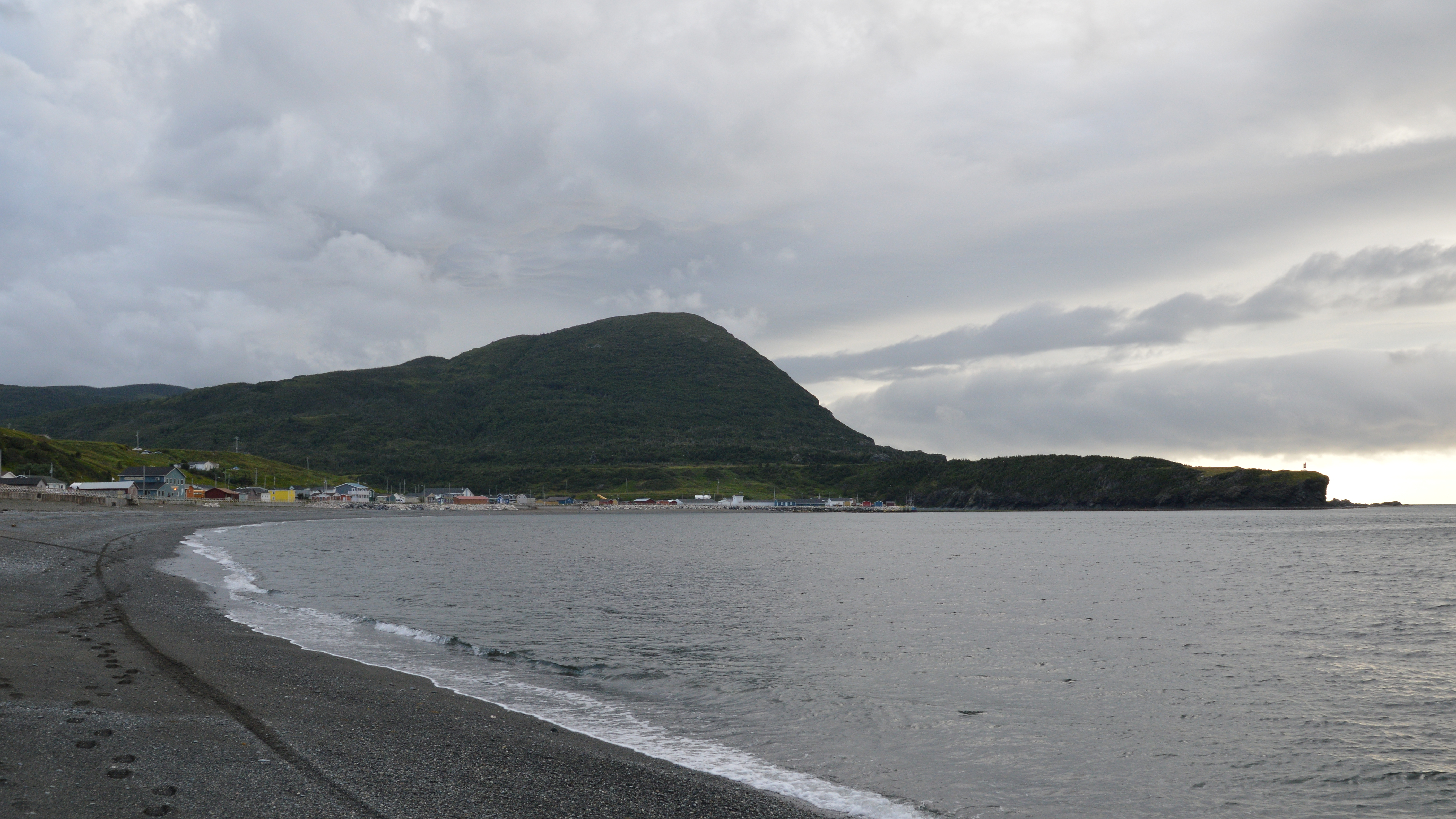
Zuidwaarts zicht vanop het strand
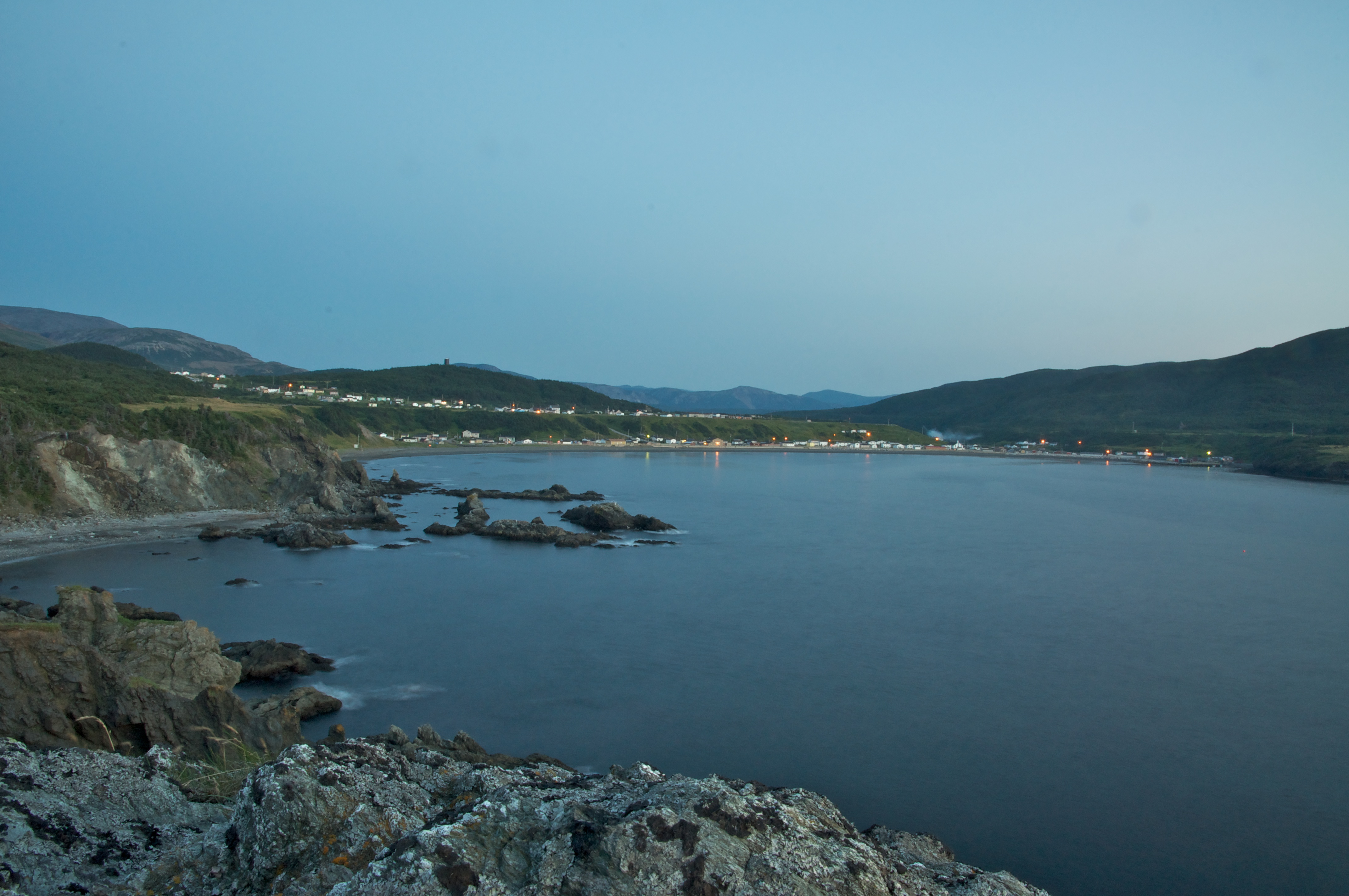
Zicht vanuit het noorden op Trout River Bay met de dorpskern in de achtergrond